# Richard Smallwood
Richard Smallwood (Guisborough, 29 dicembre 1990) è un calciatore inglese, centrocampista del Bradford City.

## Carriera

### Club
Cresciuto nel settore giovanile del Middlesbrough, ha sempre giocato tra la seconda e la terza divisione inglese. In Championship, ha vestito le maglie di Middlesbrough, Rotherham United, Blackburn ed Hull City.

### Nazionale
Nel 2008 ha giocato una partita con la nazionale inglese Under-18.

## Statistiche

### Presenze e reti nei club
Statistiche aggiornate al 27 settembre 2022.
| Stagione                | Squadra                 | Campionato              | Campionato | Campionato | Coppe nazionali | Coppe nazionali | Coppe nazionali | Coppe continentali | Coppe continentali | Coppe continentali | Altre coppe | Altre coppe | Altre coppe | Totale | Totale |
| Stagione                | Squadra                 | Comp                    | Pres       | Reti       | Comp            | Pres            | Reti            | Comp               | Pres               | Reti               | Comp        | Pres        | Reti        | Pres   | Reti   |
| ----------------------- | ----------------------- | ----------------------- | ---------- | ---------- | --------------- | --------------- | --------------- | ------------------ | ------------------ | ------------------ | ----------- | ----------- | ----------- | ------ | ------ |
| 2010-2011               | Middlesbrough           | FLC                     | 12         | 1          | FACup+CdL       | 0               | 0               |                    | -                  | -                  |             | -           | -           | 12     | 1      |
| 2011-2012               | Middlesbrough           | FLC                     | 13         | 0          | FACup+CdL       | 2+3             | 0               |                    | -                  | -                  |             | -           | -           | 18     | 0      |
| 2012-2013               | Middlesbrough           | FLC                     | 22         | 2          | FACup+CdL       | 2+4             | 0+1             |                    | -                  | -                  |             | -           | -           | 28     | 3      |
| 2013-gen. 2014          | Middlesbrough           | FLC                     | 13         | 0          | FACup+CdL       | 0               | 0               |                    | -                  | -                  |             | -           | -           | 13     | 0      |
| gen.-mag. 2014          | Rotherham Utd           | FL1                     | 18+2       | 0          | FACup+CdL       | -               | -               |                    | -                  | -                  | FLT         | -           | -           | 20     | 0      |
| ago. 2014               | Middlesbrough           | FLC                     | 0          | 0          | FACup+CdL       | 0+1             | 0               |                    | -                  | -                  |             | -           | -           | 1      | 0      |
| Totale Middlesbrough    | Totale Middlesbrough    | Totale Middlesbrough    | 60         | 3          |                 | 12              | 1               |                    | -                  | -                  |             | -           | -           | 72     | 4      |
| 2014-2015               | Rotherham Utd           | FLC                     | 41         | 1          | FACup+CdL       | 1+0             | 0               |                    | -                  | -                  |             | -           | -           | 42     | 1      |
| 2015-2016               | Rotherham Utd           | FLC                     | 43         | 1          | FACup+CdL       | 1+1             | 0               |                    | -                  | -                  |             | -           | -           | 45     | 1      |
| ago. 2016               | Rotherham Utd           | FLC                     | 4          | 0          | FACup+CdL       | 0+1             | 0               |                    | -                  | -                  |             | -           | -           | 5      | 0      |
| 2016-gen. 2017          | Scunthorpe Utd          | FL1                     | 16         | 1          | FACup+CdL       | 1+0             | 0               |                    | -                  | -                  | FLT         | 2           | 0           | 19     | 0      |
| gen.-mag. 2017          | Rotherham Utd           | FLC                     | 21         | 1          | FACup+CdL       | -               | -               |                    | -                  | -                  |             | -           | -           | 21     | 1      |
| Totale Rotherham United | Totale Rotherham United | Totale Rotherham United | 129        | 3          |                 | 4               | 0               |                    | -                  | -                  |             | 2           | 0           | 135    | 3      |
| 2017-2018               | Blackburn               | FL1                     | 46         | 2          | FACup+CdL       | 2+2             | 0+1             |                    | -                  | -                  | FLT         | 2           | 0           | 52     | 3      |
| 2018-2019               | Blackburn               | FLC                     | 32         | 0          | FACup+CdL       | 1+0             | 0               |                    | -                  | -                  |             | -           | -           | 33     | 0      |
| 2019-2020               | Blackburn               | FLC                     | 0          | 0          | FACup+CdL       | 0+2             | 0               |                    | -                  | -                  |             | -           | -           | 2      | 0      |
| Totale Blackburn        | Totale Blackburn        | Totale Blackburn        | 78         | 2          |                 | 7               | 1               |                    | -                  | -                  |             | 2           | 0           | 87     | 3      |
| 2020-2021               | Hull City               | FL1                     | 27         | 0          | FACup+CdL       | 1+2             | 0               |                    | -                  | -                  | FLT         | 1           | 0           | 31     | 0      |
| 2021-2022               | Hull City               | FLC                     | 42         | 2          | FACup+CdL       | 1+0             | 0               |                    | -                  | -                  |             | -           | -           | 43     | 2      |
| Totale Hull City        | Totale Hull City        | Totale Hull City        | 69         | 2          |                 | 4               | 0               |                    | -                  | -                  |             | 1           | 0           | 74     | 2      |
| 2022-2023               | Bradford City           | FL2                     | 10         | 1          | FACup+CdL       | 0+2             | 0               |                    | -                  | -                  | FLT         | 1           | 0           | 14     | 1      |
| Totale carriera         | Totale carriera         | Totale carriera         | 362        | 12         |                 | 30              | 2               |                    | -                  | -                  |             | 5           | 0           | 398    | 14     |

## Palmarès

### Club

#### Competizioni nazionali
- Football League One: 1

Hull City: 2020-2021